# Foreste di Camaldoli e Badia Prataglia
Foreste di Camaldoli e Badia Prataglia este o arie protejată (arie specială de conservare — SAC, sit de importanță comunitară — SCI) din Italia întinsă pe o suprafață de 2.937 ha, integral pe uscat.

## Localizare
Centrul sitului Foreste di Camaldoli e Badia Prataglia este situat la coordonatele 43°48′03″N 11°50′54″E / 43.800833°N 11.848333°E.

## Înființare
Situl Foreste di Camaldoli e Badia Prataglia a fost declarat sit de importanță comunitară în iunie 1995 pentru a proteja 1 specie de plante și 30 de specii de animale. Situl a fost protejat și ca arie specială de conservare în decembrie 2016.

## Biodiversitate
Situată în ecoregiunea continentală, aria protejată conține 17 habitate naturale: Ape stătătoare oligotrofe până la mezotrofe, cu vegetație de Littorelletea uniflorae și/sau de Isoëto-Nanojuncetea, Pajiști uscate europene, Păduri aluvionare cu Alnus glutinosa și Fraxinus excelsior (Alno-Padion, Alnion incanae, Salicion albae), Păduri de Castanea sativa, Ape puternic oligomezotrofe cu vegetație bentonică cu Chara spp., Lacuri eutrofice naturale cu vegetație de tip Magnopotamion sau Hydrocharition, Fânețe montane, Păduri de fag din Apenini cu Abies alba și păduri de fag cu Abies nebrodensis, Liziere de ierburi înalte hidrofile de câmpie și de nivel montan până la alpin, Păduri panonice-balcanice de stejar turcesc - stejar sesil, Pajiști uscate seminaturale și facies de acoperire cu tufișuri pe substraturi calcaroase (Festuco-Brometalia) (* situri importante pentru orhidee), Peșteri inaccesibile publicului, Păduri de fag Luzulo-Fagetum, Păduri de fag din Apenini cu Taxus și Ilex, Păduri ilirice de stejar și carpen (Erythronio-Carpinion), Fânețe de joasă altitudine (Alopecurus pratensis, Sanguisorba officinalis), Păduri de fag Asperulo-Fagetum.
La baza desemnării sitului se află mai multe specii protejate:
- plante (1): Buxbaumia viridis
- păsări (13): uliu porumbar (Accipiter gentilis), acvilă de munte (Aquila chrysaetos), caprimulg (Caprimulgus europaeus), cojoaica de pădure (Certhia familiaris), erete cenușiu (Circus pygargus), Dryobates minor, ciocănitoare neagră (Dryocopus martius), șoim călător (Falco peregrinus), sfrâncioc roșiatic (Lanius collurio), ciocârlie de pădure (Lullula arborea), viespar (Pernis apivorus), codroșul de pădure (Phoenicurus phoenicurus), pitulice sfârâitoare (Phylloscopus sibilatrix)
- amfibieni (3): Bombina pachypus, Salamandrina terdigitata, Triturus carnifex
- mamifere (8): liliac cârn (Barbastella barbastellus), lupul (Canis lupus), liliac cu aripi lungi (Miniopterus schreibersii), liliac cu urechi de șoarece (Myotis blythii), liliac cărămiziu (Myotis emarginatus), liliac comun (Myotis myotis), liliacul mare cu potcoavă (Rhinolophus ferrumequinum), liliacul mic cu potcoavă (Rhinolophus hipposideros)
- nevertebrate (6): Austropotamobius pallipes, Euplagia quadripunctaria, rădașcă (Lucanus cervus), Osmoderma eremita, Rosalia alpina, Vertigo angustior

Pe lângă speciile protejate, pe teritoriul sitului au mai fost identificate 17 specii de plante, 1 specie de păsări, 8 specii de amfibieni, 12 specii de mamifere, 16 specii de nevertebrate, 3 specii de reptile.